# Пуанкаре, Раймон
Раймо́н Николя́ Ландри́ Пуанкаре́ (фр. Raymond Nicolas Landry Poincaré, 20 августа 1860, Бар-ле-Дюк — 15 октября 1934, Париж) — французский государственный деятель, трижды занимал пост премьер-министра Франции, 10-й президент Франции (1913—1920) (Третья республика). Также был лидером партии консерваторов, направляя деятельность на политическую и социальную стабильность.
Имея опыт в юриспруденции, Пуанкаре в 1887 году был избран депутатом и служил в кабинетах Дюпюи и Рибо. В 1902 году он стал сооснователем демократического республиканского альянса, наиболее важной правоцентристской партии Третьей республики, став в 1912 году премьер-министром и в 1913 году президентом. Он был отмечен за сильное антинемецкое отношение и дважды посещал Россию для поддержания стратегических связей. На Парижской мирной конференции Пуанкаре выступал за повторную оккупацию Рейнской области, которую он смог осуществить в 1923 году в качестве премьер-министра.

## Биография

### Ранние годы
Родился в Бар-ле-Дюк, Мёз, Франция. Является сыном Николя Антонина Элена Пуанкаре (1825—1911), видного государственного служащего, инженера, метеоролога и генерального инспектора мостов и дорог; двоюродным братом знаменитого французского математика Анри Пуанкаре; внуком депутата, служившего во время царствования Луи-Филиппа, а также внуком декана медицинского факультета.
Получив образование в Нанси и на юридическом факультете Парижского университета, Пуанкаре был вызван для юридической практики в Париж, где некоторое время работал правовым редактором, а затем с 1879 года — стажёром в парижской адвокатуре. Далее был назначен первым секретарём Парижской конференции адвокатов и стал секретарём господина Генри де Бюи, известного бизнес-адвоката. В 1883 году на открытии конференции юристов выступил с речью, в которой высоко оценил роль республиканца Дюфора, бывшего президента и премьер-министра, умершего двумя годами ранее.
В 1895 году открыл собственную юридическую фирму, которая быстро добилась больших успехов и имела престижную клиентуру в сфере прессы, литературы (например, представляли интересы Жюля Верна) и корпоративного права. Клиентами Пуанкаре являлись крупнейшие на то время промышленные и финансовые компании.

### Политическая карьера
Получив юридическое образование в Париже, Пуанкаре сперва занимался адвокатурой, примечательно что во время своей практики он защищал Жюля Верна на процессе по делу незаконного использования образа изобретателя Тюрпена, и выиграл; в течение 1½ лет заведовал канцелярией министерства земледелия. В 1886 году был избран в палату депутатов и с тех пор занял видное место в рядах республиканской партии, примыкая по своим взглядам к старым оппортунистам. Был неоднократно выбираем докладчиком по бюджетным вопросам; в 1895 году получил портфель министра финансов в кабинете Дюпюи. С 1897 года избирался в вице-президенты палаты депутатов. Напечатал: «Du Droit de suite dans la propriété mobiliére» (1883). C 1903 года сенатор; в 1906 году, после падения кабинета Рувье, принял портфель министра финансов в новообразовавшемся коалиционном кабинете Саррьена, являясь в нём представителем умеренных республиканцев.
Три раза был премьер-министром Франции (в том числе два раза после ухода с президентского поста; 1912—1913, 1922—1924, 1926—1929). С 1909 года член Французской академии (занял там место через год после избрания туда его двоюродного брата, великого математика Анри Пуанкаре).
Он два раза бывал в России с официальным визитом в 1912 и 1914 годах, в рамках деятельности русско-французского союза.
Основное событие его президентства — Первая мировая война, сторонником которой он считался (до её начала имел прозвище «Пуанкаре-война», фр. Poincaré la guerre). В момент тяжёлых испытаний для Франции, особенно в начальный период войны, Пуанкаре и его правительство во главе с Жоржем Клемансо достойно справились с организацией национальной обороны.
В годы англо-французской интервенции в Советской России были популярны демонстрации с плакатами: «Лорду — в морду!» (про Керзона) и «Пуанка́ре — получи по харе!»

## Правительства Пуанкаре

### Первое министерство Пуанкаре (21 января 1912 — 21 января 1913)
- Раймон Пуанкаре — председатель Совета Министров и министр иностранных дел;
- Александр Мильеран — военный министр;
- Теодор Стег — министр внутренних дел;
- Луи Люсьен Клоц — министр финансов;
- Леон Буржуа — министр труда и условий социального обеспечения;
- Аристид Бриан — министр юстиции;
- Теофиль Делькассе — морской министр;
- Габриэль Жюст’о — министр общественного развития и искусств;
- Жюль Пам — министр сельского хозяйства;
- Альбер Лебрен — министр колоний;
- Жан Дюпюи — министр общественных работ, почт и телеграфов;
- Фернан Давид — министр торговли и промышленности.

#### Изменения
- 12 января 1913 — Альбер Лебрен наследует Мильерану как военный министр. Рене Беснар наследует Лебрену как министр колоний.

### Второе министерство Пуанкаре (15 января 1922 — 29 марта 1924)
- Раймон Пуанкаре — председатель Совета Министров и министр иностранных дел;
- Андре Мажино — военный министр;
- Морис Монури — министр внутренних дел;
- Шарль де Ластейре — министр финансов;
- Альбер Пейронне — министр труда;
- Луи Барту — министр юстиции;
- Фламиниус Рэберти — морской министр;
- Леон Берар — министр общественного развития и искусств;
- Анри Шерон — министр сельского хозяйства;
- Альбер Сарро — министр колоний;
- Ив Ле Трокер — министр общественных работ;
- Поль Страусс — министр гигиены, благотворительности и условий социального обеспечения;
- Люсьен Диор — министр торговли и промышленности;
- Шарль Рэбель — министр освобождённых областей.

#### Изменения
- 5 октября 1922 — Морис Колра наследует Барту как министр юстиции.

### Третье министерство Пуанкаре (29 марта — 9 июня 1924)
- Раймон Пуанкаре — председатель Совета Министров и министр иностранных дел;
- Андре Мажино — военный министр;
- Жюстен де Сельв — министр внутренних дел;
- Фредерик Франсуа-Марсаль — министр финансов;
- Шарль Даниэль-Винсан — министр труда и гигиены;
- Эдмон Лефевр дю Прей — министр юстиции;
- Морис Бокановски — морской министр;
- Анри де Жувенель — министр общественного развития, искусств и технического образования;
- Жозеф Капю — министр сельского хозяйства;
- Жан Фабри — министр колоний;
- Ив Ле Трокер — министр общественных работ, портов и флота;
- Луи Люшё — министр торговли, промышленности, почт и телеграфов;
- Луи Марен — министр освобождённых областей.

### Четвёртое министерство Пуанкаре (23 июля 1926 — 11 ноября 1928)
- Раймон Пуанкаре — председатель Совета Министров и министр финансов;
- Аристид Бриан — министр иностранных дел;
- Поль Пенлеве — военный министр;
- Альбер Сарро — министр внутренних дел;
- Андре Фальер — министр труда, гигиены, благотворительности и условий социального обеспечения;
- Луи Барту — министр юстиции;
- Жорж Лейг — морской министр;
- Эдуар Эррио — министр общественного развития и искусств;
- Луи Марен — министр пенсий;
- Анри Кей — министр сельского хозяйства;
- Леон Перье — министр колоний;
- Андре Тардьё — министр общественных работ;
- Морис Бокановски — министр торговли и промышленности.

#### Изменения
- 1 июня 1928 — Луи Люшё наследует Фальеру как министр труда, гигиены, благотворительности и условий социального обеспечения.
- 14 сентября 1928 — Лоран Эйнак входит в министерство как министр авиации. Анри Шерон наследует Бокановски как министр торговли и промышленности, а также становится министром почт и телеграфов.

### Пятое министерство Пуанкаре (11 ноября 1928 — 29 июля 1929)
- Раймон Пуанкаре — председатель Совета Министров;
- Аристид Бриан — министр иностранных дел;
- Поль Пенлеве — военный министр;
- Андре Тардьё — министр внутренних дел;
- Анри Шерон — министр финансов;
- Луи Люшё — министр труда, гигиены, благотворительности и условий социального обеспечения;
- Луи Барту — министр юстиции;
- Жорж Лейг — морской министр;
- Лоран Эйнак — министр авиации;
- Пьер Марро— министр общественного развития и искусств;
- Луи Антериу — министр пенсий;
- Жан Эннесси — министр сельского хозяйства;
- Андре Мажино — министр колоний;
- Пьер Фаржо — министр общественных работ;
- Жорж Боннефу — министр торговли и промышленности.

## Награды
- Орден Святого Александра Невского (не позднее 1914)[6].

## Сочинения
- Происхождение мировой войны / Пер. с фр. А. Ф. Сперанского с предисл. И. Н. Бороздина; вступ. ст. М. Н. Покровского. — М. : Издание Т-ва «Мир», 1924. — 256, [1] с. — (Библиотека мемуаров).
- На службе Франции. Воспоминания за 9 лет / Пер. с фр. Ф. Капелюша. — М. : Соцэкгиз, 1936. Т. 1, Т. 2